# 수팔락
수팔락(Sufalak)은 태국에서 발견되는 적갈색의 단모 고양이 품종이다. 수팔락은 천연 품종이며, 귀, 발, 꼬리 등 사지에 어두운 점이 생기는 색점 버마 유전자(cb)를 발현하는 미국과 유럽이 만들어낸 품종인 세이블 버마 고양이와 혼동해서는 안 된다. 수팔락에 대한 기록과 그림은 300여 년 전 태국의 고대 필사본인 탐라 마에우에서 처음 등장하였다.

## 같이 보기
- 샴 (고양이)
- 타이 (고양이)
- 카오 마니
- 코랏
- 코랏